# Sofie Öberg
Sofie Öberg, född 1844, död 1880, var en svensk fotograf.
Hon var dotter till fanjunkaren Carl Gustaf Öberg och Greta Schagerberg. Hon var verksam i Säffle 1866–1868 och i Skattkärr 1868–1880. Hon är känd för den samling bevarade bilder från den tid hon tillbringade som kringresande fotograf i Hälsingland under 1870-talet. 